# 中道
仏教用語としての中道（ちゅうどう、梵: Madhyamā-pratipad, マディヤマー・プラティパッド、巴: Majjhimā-paṭipadā, マッジマー・パティパダー）は、2つのものの対立を離れていること。断・常の二見、あるいは有・無の二辺を離れた不偏にして中正なる道のこと。中行、中路あるいは単に中ともいう。
中道の語は仏教において広く重んじられているため、その意味には浅深があるが、各宗がその教理の核心を中道の語で表す点は一致する。

## 原義と漢訳
中道（Madhyamā-pratipad）のMadhyamāは「中指、子宮、適齢女性」を意味する。Madhyamāの語尾の発音を違える Madhyama は、形容詞として「中間の、中心の、中位の、凡庸な、適度の、中間の大きさの、中立の」と訳され、名詞として「二人称、四分音符」とも訳されるほか、「媒体・媒介、仲介・又ぐ」など多様な英訳がある。一方、 pratipad の方は「入り口、始まり、陰暦の最初の日、行」などの名詞のほか、動詞としても多様な英訳がある。

### 漢語としての中道
中道の〈中〉は、2つのものの中間ではなく、2つのものから離れて矛盾対立を超えることを意味し、〈道〉は実践・方法を指す。

### 二辺の語義
二辺は、中道を離れた両極端を指す。仏典では『中論』の巻四が〈有・無〉あるいは〈常・無常〉を、『順中論』の巻下が〈常・断〉を、『摂大乗論』世親釈の巻一が〈増益・損減〉を二辺の語義として挙げている。
二辺の語義に、「二諦」と同様の"空"や"仮"の意味があるとする一部の仏教解釈がある。総合佛教大辞典は『止観輔行』の巻三が〈空・仮〉を二辺として挙げているとする。

## 原始仏教・パーリ仏典・阿含経典
原始仏教において中道は、主として不苦不楽の中道を意味した。具体的には八正道を指す。

### 不苦不楽の中道
中阿含経巻五六などでは、八聖道（八正道）の実践は快楽主義と苦行主義との偏った生活態度を離れ、それによって智慧を完成して涅槃のさとりに趣く道であるから八聖道を中道という。
釈迦が鹿野苑において五比丘に対して初めての説法を行った際に（初転法輪）、中道と八正道について次のように述べたことが、パーリ仏典相応部の五六・二に描かれている。

### 十二縁起と中道
雑阿含経巻一二などでは、十二縁起の真理を正しく理解することは、常見と断見や、有見と無見などのように偏ったものの見方を離れることであるから、十二縁起を正しく観察することが中道の正見に住することであると説く。

### 琴の弦（緊緩中道）
パーリ語経典の律蔵・犍度・大品（マハーヴァッガ）5,16-17においては、どんなに精進しても悟りに近づけず焦燥感・絶望感を募らせていたソーナという比丘が登場する。彼は、過度の修行により足から血を流すほどであった。それを知った釈迦は、ソーナが琴の名手であったことを知り、以下の説法を行った。
弦は、締め過ぎても、緩め過ぎても、いい音は出ない、程よく締められてこそいい音が出る、比丘の精進もそうあるべきだと釈迦に諭され、ソーナはその通りに精進し、後に悟りに至った。

## 部派仏教・部派仏典
『総合仏教大辞典』は、部派仏教では大毘婆沙論巻四九や成実論巻十一などに、阿含の教説を承けて、中道は断・常の二見を離れた立場であると説くとしている。

## 大乗仏教・大乗仏典

### 中論・中観派
ナーガールジュナの中論では、中道は縁起・空・仮名と同じ意味である。また、同書第18偈では、縁起と空と中道をほぼ同義として扱う。中論が、縁起・空性・仮・中道を同列に置くのは、全てのものは縁起し空であると見る点に中道を見て、空性の解明によって中道を理論づけるものである。中論巻一観因縁品では、〈生・滅・断・常・一・異・去・来〉の八の誤った見解（八邪）を離れて無得正観に住するのを中道とし、これを八不中道という。
中観派では、般若波羅蜜を根本的立場とし、すべての執着や分別のはからいを離れた無所得の在り方にあるのを中道とする。

### 瑜伽行派
瑜伽行派（唯識派）においては、認識対象は外在的なものではなく識の顕れにすぎないので非有、しかし識の顕れは現実に存在するので非無であり、全ては認識作用にすぎないという〈一切唯識〉において中道が把握される（唯識中道）。

### 三論宗
三論宗は、中論が説く八不中道の説に基づき、俗諦中道（世諦中道）・真諦中道・二諦合明の中道（非俗非真の中道）という三種の中道を説く。

### 法相宗
唯識宗（法相宗）では、有空中の三時教の教判を立てて、解深密経などの説のように、〈有・空〉の二辺を離れて非有非空の中道の真理を完全に顕した教えを中道了義教とし、〈有・空〉に偏る教えを不了義教とする。その中道とは、いわゆる唯識中道のことであり、法相宗は唯識中道を説くことから、自らを中道宗とも称する。法相宗の教えは中道教とも呼ばれる。法相宗では中道は、教理の核心としての非有非空をも指す。

### 成論師
成論師は、世諦中道・真諦中道・真俗合論中道の三種中道を立てた。

### 天台・天台宗
慧文によると、因縁によって生じたものが必ずある（定有）のでもなく、またそれらが空であるとしても、必ず空（定空）であるというのでもなく、空有不二であることを中道という。
天台宗では、空・仮・中の三諦を立て、中は空・仮を超えた絶対であるとする。この空・仮・中は相互に別なく円融し、即空・即仮・即中としての中道であるとする。天台宗では中道は、教理の核心としての諸法実相をも指す。

#### 法華経
法華経の化城喩品では、三界の中にある分段生死と、三界を超えて外にある変易生死との中間を中道という。

#### 摩訶止観
天台智顗は『摩訶止観』の中で、「若し行、中道に違すれば、卽ち二邉の果報有り。若し行、中道に順ずれば、卽ち勝妙の果報有り」としている。